# مات غولدمان
مات غولدمان (بالإنجليزية: Matt Goldman)‏ هو كاتب أغاني ومنتج أسطوانات أمريكي، ولد في 30 ديسمبر 1969 في سبارتانبرغ في الولايات المتحدة.